# Giải vô địch bóng đá trong nhà ASEAN 2024
Giải vô địch bóng đá trong nhà ASEAN 2024 (tiếng Anh: 2024 ASEAN Futsal Championship) là mùa giải thứ 18 của Giải vô địch bóng đá trong nhà Đông Nam Á do Liên đoàn bóng đá ASEAN (AFF) tổ chức, và là mùa giải đầu tiên dưới tên gọi mới "Giải vô địch bóng đá trong nhà ASEAN". Giải đấu được tổ chức tại Nakhon Ratchasima, Thái Lan từ ngày 2 đến ngày 10 tháng 11 năm 2024.
Đội vô địch 16 lần Thái Lan đã bị Indonesia loại ở bán kết, đây là lần đầu tiên đội tuyển này không lọt vào trận chung kết tại giải đấu.

## Địa điểm
Tất cả các trận đấu đều được tổ chức tại Terminal Hall trong trung tâm mua sắm Terminal 21 Korat ở Nakhon Ratchasima.
| Nakhon Ratchasima                |
| -------------------------------- |
| Terminal Hall, Terminal 21 Korat |
| Sức chứa: 30.500                 |
|                                  |

## Các đội tuyển tham dự
Giải đấu này không có vòng loại, tất cả các đội tuyển đều được vào vòng chung kết. Các đội tuyển sau đây từ các liên đoàn thành viên của AFF được tham dự giải đấu.
| Đội tuyển  | Liên đoàn       | Lần tham dự | Thành tích tốt nhất lần trước                                                                            |
| ---------- | --------------- | ----------- | --- |
| Úc         | LĐBĐ Úc         | Lần thứ 6   | Á quân (2007, 2013, 2014, 2015)                                                                          |
| Brunei     | HHBĐ Brunei     | Lần thứ 14  | Hạng tư (2001, 2005, 2008)                                                                               |
| Campuchia  | LĐBĐ Campuchia  | Lần thứ 6   | Hạng tư (2003,2006)                                                                                      |
| Indonesia  | HHBĐ Indonesia  | Lần thứ 15  | Vô địch (2010)                                                                                           |
| Malaysia   | HHBĐ Malaysia   | Lần thứ 17  | Á quân (2003, 2005, 2010, 2017, 2018)                                                                    |
| Myanmar    | LĐBĐ Myanmar    | Lần thứ 14  | Á quân (2016)                                                                                            |
| Thái Lan   | HHBĐ Thái Lan   | Lần thứ 16  | Vô địch (2001, 2003, 2005, 2006, 2007, 2008, 2009, 2012, 2013, 2014, 2015, 2016, 2017, 2018, 2019, 2022) |
| Đông Timor | LĐBĐ Đông Timor | Lần thứ 10  | Hạng tư (2016)                                                                                           |
| Việt Nam   | LĐBĐ Việt Nam   | Lần thứ 14  | Á quân (2009, 2012)                                                                                      |

| Không tham dự | Không tham dự | Không tham dự |
| ------------- | ------------- | ------------- |
| Lào           | Philippines   | Singapore     |

### Bốc thăm
Lễ bốc thăm được tổ chức vào ngày 27 tháng 9 năm 2024. Chín đội được chia thành hai bảng, một bảng năm đội và một bảng bốn đội, với bốn nhóm hạt giống dựa trên thành tích của các đội tại giải đấu lần trước. Xếp hạt giống được hiển thị trong dấu ngoặc đơn.
| Nhóm 1                         | Nhóm 2             | Nhóm 3        | Nhóm 4                          |
| ------------------------------ | ------------------ | ------------- | ------------------------------- |
| Thái Lan (Chủ nhà) · Indonesia | Việt Nam · Myanmar | Malaysia · Úc | Campuchia · Brunei · Đông Timor |

## Vòng bảng
Tất cả thời gian đều là giờ địa phương (UTC+7).

### Bảng A
| VT | Đội          | ST | T | H | B | BT | BB | HS  | Đ  | Giành quyền tham dự |
| -- | ------------ | -- | - | - | - | -- | -- | --- | -- | ------------------- |
| 1  | Việt Nam     | 4  | 4 | 0 | 0 | 23 | 3  | +20 | 12 | Vòng loại trực tiếp |
| 2  | Thái Lan (H) | 4  | 3 | 0 | 1 | 25 | 5  | +20 | 9  | Vòng loại trực tiếp |
| 3  | Malaysia     | 4  | 2 | 0 | 2 | 14 | 5  | +9  | 6  |                     |
| 4  | Đông Timor   | 4  | 1 | 0 | 3 | 7  | 16 | −9  | 3  |                     |
| 5  | Brunei       | 4  | 0 | 0 | 4 | 3  | 43 | −40 | 0  |                     |

| Việt Nam                                                               | 4–1      | Đông Timor    |
| ---------------------------------------------------------------------- | -------- | ------------- |
| - Nhan Gia Hưng 3' - Nguyễn Mạnh Dũng 25' - Nguyễn Thịnh Phát 36', 40' | Chi tiết | - Cesario 23' |

| Thái Lan | 13–0     | Brunei |
| --- | -------- | ------ |
| - Piyawat 4' - Pitchayut 9', 29' - Teerapat 17' - Thanawat 20', 27', 38' - Chaowala 26', 28' - Athipong 32' - Narongsak 32' - Therdsak 35' - Peerapat 39' | Chi tiết |        |

| Brunei | 0–11     | Malaysia |
| ------ | -------- | --- |
|        | Chi tiết | - Daniel 4', 25' - Ridzwan 7', 33' - Syahir 11', 22', 36' - Awalluddin 21' - Abu Haniffa 26' - Faris 27', 40' |

| Đông Timor | 1–7      | Thái Lan                                                                                        |
| ---------- | -------- | ----------------------------------------------------------------------------------------------- |
| - João 21' | Chi tiết | - Miguel 3' (l.n.) - Chaowala 7' - Amarin 12' - Thanawat 13' - Atippong 24', 38' - Therdsak 28' |

| Malaysia | 0–2      | Việt Nam                                    |
| -------- | -------- | ------------------------------------------- |
|          | Chi tiết | - Từ Minh Quang 27' - Nguyễn Thịnh Phát 34' |

| Brunei | 3–5      | Đông Timor |
| ------ | -------- | ---------- |
|        | Chi tiết |            |

| Việt Nam | 14–0     | Brunei |
| --- | -------- | ------ |
| - Trần Thái Huy 2', 3', 27' - Châu Đoàn Phát 10' - Trần Nhật Trung 21' - Nguyễn Mạnh Dũng 22' - Phạm Đức Hòa 26' - Nguyễn Thịnh Phát 31' - Từ Minh Quang 33', 34' - Huỳnh Mi Woen 35', 36' - Nguyễn Đa Hải 38' - Vũ Ngọc Ánh 39' | Chi tiết |        |

| Malaysia            | 1–3      | Thái Lan                                     |
| ------------------- | -------- | -------------------------------------------- |
| - Haniffa Hasan 31' | Chi tiết | - Atippong 11' - Therdsak 34' - Thanawat 45' |

| Đông Timor | 0–2      | Malaysia |
| ---------- | -------- | -------- |
|            | Chi tiết |          |

| Thái Lan                                     | 2–3      | Việt Nam                                     |
| -------------------------------------------- | -------- | -------------------------------------------- |
| - Nguyễn Thịnh Phát 5' (l.n.) - Tanachot 31' | Chi tiết | - Phạm Đức Hòa 12' - Đinh Công Viên 35', 36' |

### Bảng B
| VT | Đội       | ST | T | H | B | BT | BB | HS  | Đ | Giành quyền tham dự |
| -- | --------- | -- | - | - | - | -- | -- | --- | - | ------------------- |
| 1  | Indonesia | 3  | 3 | 0 | 0 | 17 | 2  | +15 | 9 | Vòng loại trực tiếp |
| 2  | Úc        | 3  | 1 | 1 | 1 | 13 | 8  | +5  | 4 | Vòng loại trực tiếp |
| 3  | Myanmar   | 3  | 1 | 1 | 1 | 9  | 12 | −3  | 4 |                     |
| 4  | Campuchia | 3  | 0 | 0 | 3 | 6  | 23 | −17 | 0 |                     |

| Myanmar                                                             | 3–3      | Úc                                |
| ------------------------------------------------------------------- | -------- | --------------------------------- |
| - Mai Soe Myat Htwe 9' - Naing Linn Tun Kyaw 23' - Htut Wai Tun 38' | Chi tiết | - Giovenali 4', 29' - De Melo 19' |

| Indonesia | 9–0      | Campuchia |
| --- | -------- | --------- |
| - F. Adriansyah 2' - Sachakboth 3' (l.n.) - Samuel Eko 5' - M. Iqbal 9', 34' - Brian Ick 15' - Guntur Ariwibowo 19' - Syaifullah 31' - M. Nizar 35' | Chi tiết |           |

| Campuchia | 4–5      | Myanmar |
| --------- | -------- | ------- |
|           | Chi tiết |         |

| Úc          | 1–3      | Indonesia                 |
| ----------- | -------- | ------------------------- |
| - Lynch 20' | Chi tiết | - Evan 7' - Romi 15', 35' |

| Úc                                                                                           | 9–2      | Campuchia      |
| -------------------------------------------------------------------------------------------- | -------- | -------------- |
| - Lynch 2' - Guerreiro 4', 21' - Sewell 20', 32' - Garner 23' - Rogan 24', 25' - Sweedan 38' | Chi tiết | - Keo 15', 17' |

| Indonesia                                                          | 5–1      | Myanmar    |
| ------------------------------------------------------------------ | -------- | ---------- |
| - Rio 15' - Brian Ick 22' - Samuel Eko 23' - Firman 31' - Romi 33' | Chi tiết | - Lwin 26' |

## Vòng đấu loại trực tiếp

### Sơ đồ
|  | Bán kết             | Bán kết   |                     |   | Chung kết | Chung kết |
|  |                     |           |                     |   |           |           |
|  | 8 tháng 11 – Korat  |           |                     |   |           |           |
|  |                     |           |                     |   |           |           |
|  | Việt Nam (s.h.p.)   | 5         |                     |   |           |           |
|  | Việt Nam (s.h.p.)   | 5         | 10 tháng 11 – Korat |   |           |           |
|  | Úc                  | 4         |                     |   |           |           |
|  | Úc                  | 4         | Việt Nam            | 0 |           |           |
|  | 8 tháng 11 – Korat  |           | Việt Nam            | 0 |           |           |
|  |                     | Indonesia | 2                   |   |           |           |
|  | Indonesia           | Indonesia | 2                   | 5 |           |           |
|  | Indonesia           |           |                     | 5 |           |           |
|  | Thái Lan            | 1         |                     |   |           |           |
|  | Thái Lan            | 1         | Tranh hạng ba       |   |           |           |
|  |                     |           |                     |   |           |           |
|  | 10 tháng 11 – Korat |           |                     |   |           |           |
|  |                     |           |                     |   |           |           |
|  | Úc                  | 0         |                     |   |           |           |
|  | Úc                  | 0         |                     |   |           |           |
|  | Thái Lan            | 4         |                     |   |           |           |

### Bán kết
| Việt Nam                                                                                  | 5–4 (s.h.p.) | Úc                                                                   |
| ----------------------------------------------------------------------------------------- | ------------ | -------------------------------------------------------------------- |
| - Từ Minh Quang 31' (ph.đ.) - Nguyễn Đa Hải 36', 38' - Nguyễn Thịnh Phát 46', 50' (ph.đ.) |              | - Sewell 6' - Guerreiro 20' - Trần Nhật Trung 36' (l.n.) - Lynch 49' |

| Indonesia                                                     | 5–1 | Thái Lan       |
| ------------------------------------------------------------- | --- | -------------- |
| - Soumilena 8' - Ick 22', 27' - Pangestu 33' - Adriansyah 38' |     | - Teerapat 37' |

### Tranh hạng ba
| Úc | 0–4      | Thái Lan                                       |
| -- | -------- | ---------------------------------------------- |
|    | Chi tiết | - Peerapat 6' - Thanawat 17', 19' - Amarin 38' |

### Chung kết
| Việt Nam | 0–2      | Indonesia                    |
| -------- | -------- | ---------------------------- |
|          | Chi tiết | - Syaifullah 8' - Xavier 39' |

## Đội vô địch
| Vô địch Giải vô địch bóng đá trong nhà ASEAN 2024 |
| ------------------------------------------------- |
| · Indonesia · Lần thứ 2                           |